# 1501 Baade
1501 Baade este un asteroid din centura principală, descoperit pe 20 octombrie 1938, de Arno Wachmann.